# Claudio Lustenberger
Claudio Lustenberger (* 6. Januar 1987 in Luzern) ist ein ehemaliger Schweizer Fussballspieler. Er spielte 2006–2019 für den FC Luzern in der Raiffeisen Super League.

## Spielerkarriere

### Verein
Lustenberger schloss sich 1993 der Jugend des SC Kriens an und spielte ab 2003 in der 1. Mannschaft des Vereins in der zweitklassigen Challenge League.
Zur Saison 2006/07 wurde er vom Erstligisten FC Luzern verpflichtet und konnte sich dort in der Stammelf als Linksverteidiger etablieren. Ab September 2012 war er Captain des FC Luzern.
Am 28. November 2014 verlängerte Lustenberger seinen Vertrag vorzeitig bis Ende Juni 2018.
Am 24. September 2016 bestritt Lustenberger sein 300. Super-League-Spiel für den FC Luzern. Am 28. Februar 2018 verlängerte Lustenberger seinen Vertrag vorzeitig bis Ende Juni 2019. Nach Ablauf dieses Vertrags beendete er im Juni 2019 seine Fussballerkarriere.

### Nationalmannschaft
Lustenberger bestritt diverse Juniorenländerspiele für die Schweiz.

### Erfolge
- 2. Platz mit dem FC Luzern 2011/12
- 3. Platz mit dem FC Luzern 2015/16, 2017/18
- 4. Platz mit dem FC Luzern 2009/10, 2013/14
- Cupfinalteilnahmen 2007 und 2012 mit dem FC Luzern
- Europacupteilnahmen mit dem FC Luzern 2010, 2012, 2014, 2016, 2017, 2018

## Trainerkarriere
Nach dem Ende seiner Spielerkarriere erhielt Lustenberger beim FC Luzern im Sommer 2019 eine Stelle als Talentmanager. Seit 2020 gehört er dem Trainerstab der Profimannschaft an, zunächst unter Cheftrainer Fabio Celestini sowie ab Ende 2021 auch unter dessen Nachfolger Mario Frick.